# シャンデリア細胞

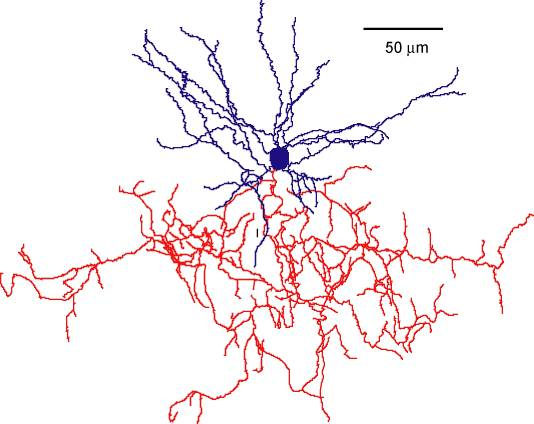
マウスのシャンデリア細胞

シャンデリア細胞(Chandelier cell)またはシャンデリア神経細胞はGABA作動性の皮質内抑制性介在ニューロン。パルブアルブミンを独占的に発現し、電気生理学的に fast-spiking (FS) 細胞と呼ばれる点で他のGABA作動性ニューロンとは異なる。

その名の由来はまるでシャンデリアのような形状をしている軸索から。この軸索は膜輸送体であるGAT-1に陽性である。 

活動電位が生じる錐体細胞の軸索小丘との間に独占的にシナプスを形成する。

長年、錐体細胞に抑制性の入力を行うものと考えられてきたが、ある環境下においては興奮性の入力を行うこともあることが明らかになった。 

統合失調症の患者では軸索濃度が4割減少しているといった形状の変化や機能の変化が報告されている。

## 発見の歴史
1974年、János SzentágothaiとM.A. Arbibによる報告。
1975年、E. G. Jonesによる報告。
1977年、Peter Somogyiによる電顕観察の報告